# Escudo de Transvaal
El escudo de armas de Transvaal fue el símbolo heráldico oficial de la República de Transvaal de 1866 a 1877 y nuevamente desde 1881 hasta 1902, y más tarde el símbolo de la provincia de Transvaal de 1954 a 1994. En la actualidad está obsoleto.
El escudo estaba dividido en tres campos: el primero de gules con un león descansando, el segundo de azur con un bóer de oro sosteniendo un fusil que reposa en el suelo, y en la parte inferior un único campo de sinople con un carro bóer dorado. En medio, un escudete de plata con ancla dorada. Sobre el escudo un águila real con la vista a la izquierda. En la parte inferior una cinta de oro doblada en tres partes, cada una de las cuales lleva una de las palabras del lema nacional (en negro) "Eendragt, maakt, magt" (La unión hace la fuerza). El escudo estaba rodeado por tres banderas del estado a cada lado sostenidas por lanzas doradas.
Del escudo se conocen algunas variaciones e interpretaciones, pero el diseño esencial, fechado en 1858, permaneció inalterado.

## Historia
La República de Transvaal fue establecida en 1857. El 18 de febrero de 1858, el Volksraad (cuerpo legislador) resolvió que el nuevo estado debería tener el siguiente escudo de armas:

En un campo de plata se colocará un carruaje y un ancla de oro, mientras que un águila reposará sobre el escudo. En la parte derecha de las armas se ubicará un hombre en el traje nacional con una pistola y accesorios. En el lado izquierdo se ubicará un león.

La aparición más temprana conocida del escudo se encuentra en billetes emitidos en 1866. Las armas, crudamente dibujadas, fueron representadas como un escudo con un león, un ancla, y un hombre en la mitad superior, un carro tirado por bueyes en la mitad inferior, y el lema «Eendragt maakt magt» en una cinta en la parte superior. Esta interpretación también apareció en el Staatscourant (Boletín Oficial del Estado) a partir de 1867.

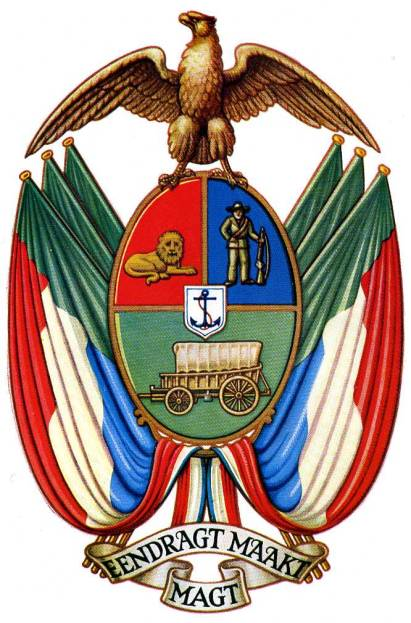
La versión usada por la provincia de Transvaal.

Una versión mejor, en el que el escudo se dividió en secciones, un águila se encarama en la parte superior, y tres banderas yacían a cada lado, apareció por primera vez en los sellos de correos en 1869, y esta se convirtió en la versión preferida. A partir de 1871, esto también apareció en los billetes, y desde 1872 estaba en la cabecera de la Staatscourant.
El escudo dejó de usarse durante la ocupación británica del Transvaal, de 1877 a 1881. Siendo restablecido en 1881, se convirtió en obsoleto de nuevo cuando la república dejó de existir en 1902.
En 1950, la administración de la provincia de Transvaal decidió adoptar el viejo escudo como las armas de la provincia y comisionaron al archivista Coenraad Beyers la investigación de la versión más adecuada. Las armas fueron aparentemente introducidas en 1954, y que fueron utilizadas hasta la disolución de la provincia en 1994.